# Austrolejeunea papillosa
Austrolejeunea papillosa är en bladmossart som först beskrevs av Glenny, och fick sitt nu gällande namn av Tamás Pócs. Austrolejeunea papillosa ingår i släktet Austrolejeunea och familjen Lejeuneaceae. Inga underarter finns listade i Catalogue of Life.